# Andrei Nikolajewitsch Tupolew

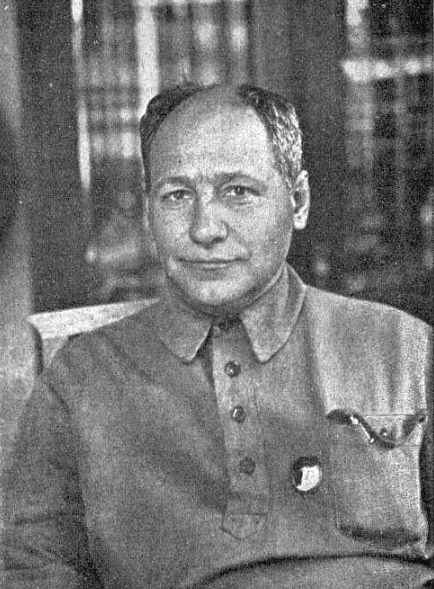
Andrei Tupolew (1937)

Andrei Nikolajewitsch Tupolew (russisch Андрей Николаевич Туполев, wiss. Transliteration Andrej Nikolaevič Tupolev; * 29. Oktoberjul. / 10. November 1888greg. in Pustomasowo, Oblast Twer; † 23. Dezember 1972 in Moskau) war ein sowjetischer Flugzeugkonstrukteur.

## Leben
Tupolew wurde in Pustomasowo, einem Dorf im Rajon Kortschewski, als Sohn des Notars Nikolai Iwanowitsch Tupolew geboren. Den ersten Schulunterricht erhielt er zu Hause, später besuchte er das Gymnasium in Twer. 1908 schloss er das Abitur ab und begann noch im selben Jahr ein Studium an der Technischen Universität in Moskau. Tupolew interessierte sich sehr für die Fliegerei, weswegen er Mitglied im institutseigenen Luftfahrtzirkel wurde. Dort kam er erstmals mit dem Aerodynamiker Nikolai Schukowski in Kontakt, der an der Universität eine Professur innehatte und den Zirkel leitete. Tupolew wurde Schukowskis Schüler. 1910 konstruierte Tupolew unter dessen Anleitung für die Universität einen Windkanal, anschließend wurde er zum Leiter des neuerrichteten Laboratoriums für aerodynamische Versuche ernannt. Am 14. März 1911 wurde Tupolew mit der Begründung, einer verbotenen politischen Vereinigung anzugehören, verhaftet. Der Vorwurf bestätigte sich nicht, doch Tupolew wurde in sein Heimatdorf verbannt und durfte erst im Februar 1914 nach Moskau zurückkehren und sein Studium fortsetzen. Für das Petrograder wissenschaftlich-technische Laboratorium entwarf er 1915, diesmal völlig eigenständig, ebenfalls einen Windkanal.
Ein Jahr später wurde Tupolew zum Leiter der Abteilung Wasserflugzeuge innerhalb der Moskauer Duks-Werke ernannt. Nach der Oktoberrevolution 1917 erhielt er einen leitenden Posten in einer Konstruktionsabteilung bei der Hauptverwaltung der Luftfahrt.
Zum Abschluss seines Studiums wählte er aufgrund seiner Tätigkeit im Duks-Werk als Diplomthema Erfahrungen in der Entwicklung von Wasserflugzeugen auf Basis von Windkanalversuchen. Am 11. Juni 1918 bekam er sein Diplom als Ingenieur-Mechaniker  ausgehändigt. Auf Empfehlung Schukowskis wurde er anschließend Dozent an der Moskauer TU. Zusammen mit Nikolai Jegorowitsch Schukowski gründete er am 30. Oktober 1918 ein Institut, das bald darauf als ZAGI bekannt wurde.
Im Herbst 1919 begab sich Tupolew aufgrund einer Brustfellentzündung in Verbindung mit einer beginnenden Tuberkulose in ein Sanatorium auf der Krim. Er blieb dort etwa ein Jahr und kehrte im Herbst 1920 nach Moskau zurück. In diese Zeit fällt auch die Hochzeit mit der Krankenschwester Julija Nikolajewna Scheljatkowa.
Im Januar 1921 begann die Entwicklung des ersten Flugzeuges des ZAGI, der Tupolew ANT-1, zu dessen grundlegender Auslegung Tupolew bereits 1911 erste Aufzeichnungen gemacht hatte. 1925 gelang ihm mit dem weltweit ersten zweimotorigen freitragenden Ganzmetallbomber, der Tupolew ANT-4 ein epochaler Entwurf.
Neben Flugzeugen entwickelte Tupolew in den 1920er Jahren auch mehrere Motorschlitten und Schnellboote. Auch war er an der Entwicklung von Luftschiffen beteiligt; so entwarf er die Gondel für das Luftschiff „Moskowski Chimik-Resinschtschik“ von 1926.
Bekannteste Typen in den 1930er Jahren waren die Passagierflugzeuge Tupolew ANT-9 und Tupolew ANT-20 Maxim Gorki sowie das Bombenflugzeug ANT-6, das auch durch das Sweno-Projekt bekannt wurde und die Tupolew ANT-25, wobei letztere durch ihre Fernflüge auch internationales Aufsehen erregte.

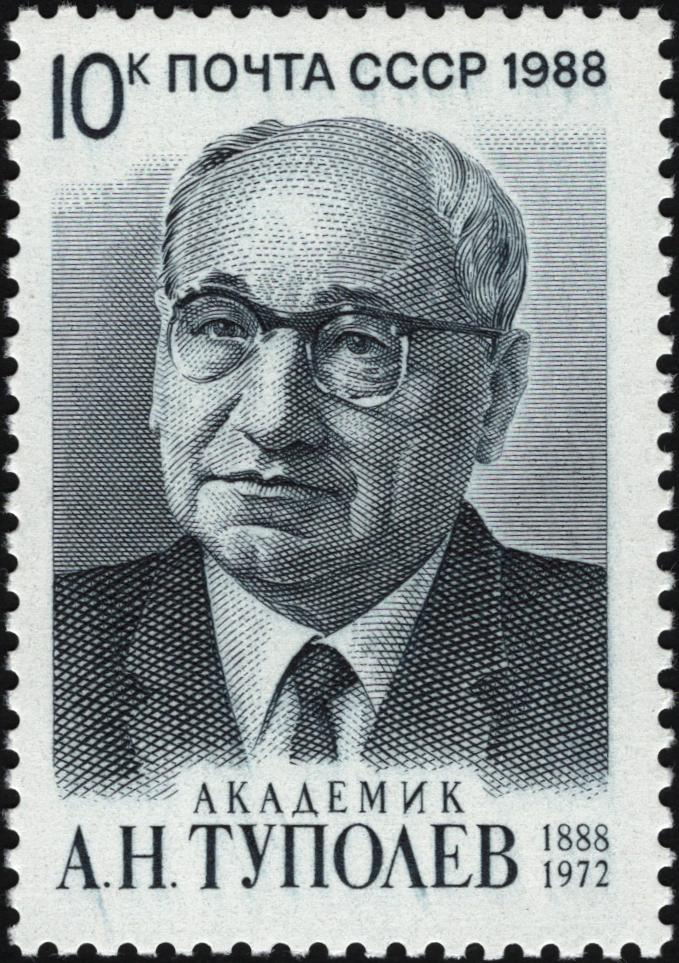
Briefmarke mit Tupolew

1934 begann er zusammen mit Alexander Alexandrowitsch Archangelski an der Konstruktion des fortschrittlichen zweimotorigen Bombers Tupolew ANT-40 zu arbeiten, mit dem der Wechsel von der Wellblech- zur Glattblechbeplankung vollzogen wurde. Eine zivile Weiterentwicklung, die Tupolew PS-35, flog im Herbst 1936. Ebenfalls in diesem Jahr wurde im Juni vom ZAGI das OKB 156 mit Tupolew als Leiter abgespalten. Er stand damit 4000 Angestellten vor.
Am 21. Oktober 1937 wurde Tupolew während des Großen Terrors verhaftet. Auslöser war wahrscheinlich ein fehlgeschlagener Rekordversuch mit einer ANT-25 vom 3. August 1935, nach dessen Scheitern er von dem Piloten Sigismund Lewanewski der Sabotage beschuldigt worden war. Er wurde unter der Anklage, dass er Hochverrat begangen und während einer 1935 durchgeführten Frankreichreise den Franzosen Originalpläne von Bombern und Jagdflugzeugen übergeben habe, am 28. Mai 1940 in Abwesenheit zu 15 Jahren Haft sowie fünf weiteren Jahren der Aberkennung aller bürgerlichen Rechte verurteilt. Ein weiterer Anklagepunkt war die Mitgliedschaft in einer faschistischen Partei. Auch kursierten Gerüchte, er habe Pläne an die deutschen Messerschmitt-Werke verkauft, aus denen dann die Messerschmitt Bf 109 entwickelt worden sei. Während seines Gefängnisaufenthaltes wurden seine Projekte eingestellt oder von anderen OKBs betreut. Die von ihm entwickelten Flugzeugtypen durften nicht mehr mit dem Kürzel „ANT“ bezeichnet werden und wurden in „ZAGI“ umbenannt. Bereits ab 1938 arbeitete er jedoch für das im Gefängnis eingerichtete Zentrale Entwicklungsbüro 29 des NKWD zusammen mit anderen inhaftierten Ingenieuren, u. a. Sergei Koroljow, Leonid Körber, Georgi Oserow, um einen zweimotorigen Sturzkampfbomber zu entwickeln.:14 Immer noch als Gefangener konnte er wieder für das OKB 156 arbeiten, die Entwicklungen führten zur fortschrittlichen Tupolew Tu-2. Nach diesem Erfolg wurden Tupolew und einige seiner Kollegen frei gelassen und verließen Moskau mit dem OKB 156, welches 1941 als OKB 166 nach Omsk evakuiert worden war, bis er schließlich 1943 wieder zurück nach Moskau kam und sein ursprüngliches OKB wieder übernahm. Im Dezember 1943 wurde er zu Stalin bestellt, der sich bei ihm entschuldigt haben soll. Ein Vorgang, der kein zweites Mal belegt ist. Allerdings wurde er erst zwei Jahre nach Stalins Tod von allen Anschuldigungen freigesprochen.
Noch vor Kriegsende erhielt er die Aufgabe, die Boeing B-29 zu kopieren, um so den Rückstand der UdSSR bei strategischen Bombern aufzuholen. Ihm gelang das Kunststück, den kompletten Entwurf in nur 18 Monaten zu überarbeiten. So entstand die Tupolew Tu-4, die aufgrund der Motorisierung und des etwas höheren Gewichtes nicht ganz an die Leistungen des Originals herankam, aber gegenüber dem letzten strategischen Bomber, der Petljakow Pe-8 (ursprünglich auch ein Tupolew-Entwurf) einen bedeutenden Fortschritt darstellte. Letztlich war es diese Maschine, durch die zum Ende der 1940er Jahre die UdSSR zur Atommacht wurde.
Tupolew entwickelte weitere sowjetischen Kampfflugzeuge, aber auch bedeutende Verkehrs- und Langstreckenflugzeuge, maßgeblich die mit dem Tu-16-Bomber verwandte Tupolew Tu-104. Er prägte mit Sergei Wladimirowitsch Iljuschin die Flugzeug- und Raumfahrtindustrie der Sowjetunion in den 1950er und 1960er Jahren.
Zahlreiche Luftflotten der Welt benutzten für lange Zeit Tupolew-Flugzeuge. Tupolew war an mehr als hundert Flugzeugprojekten beteiligt, viele seiner Maschinen errangen Weltrekorde und die legendäre Tu-95 wird auch noch 70 Jahre nach ihrem Erstflug im Einsatz stehen. Sein Sohn, Alexei Andrejewitsch Tupolew, setzte die Ingenieurlaufbahn seines Vaters fort und hatte zum Zeitpunkt der Entwicklung der Tu-144 Leitungsfunktionen übernommen.

## Auszeichnungen und Ehrungen
- dreimal Held der sozialistischen Arbeit (1945, 1957, 1972)
- achtmal Leninorden  (1933, 1945, 1946, 1949, 1949, 1953, 1958, 1968)
- Stalinpreis (1943, 1948, 1949, 1952)
- Suworow-Orden 2. Klasse (1944)
- Orden des Vaterländischen Krieges I. Klasse (1945)
- zweimal Orden des Roten Banners der Arbeit (1927, 1933)
- Orden des Roten Sterns (1933)
- Ehrenzeichen der Sowjetunion (1936)
- Leninpreis (1957)
- Goldmedaille der FAI (1959)[5]
- Staatspreis der UdSSR (1972)[6]
- posthume Benennung des Asteroiden (12704) Tupolev (2001)